# Baladare, Channarayapatna
Baladare là một làng thuộc tehsil Channarayapatna, huyện Hassan, bang Karnataka, Ấn Độ.